# Alyssum pogonocarpum
Alyssum pogonocarpum är en korsblommig växtart som beskrevs av Carlström. Alyssum pogonocarpum ingår i släktet stenörter, och familjen korsblommiga växter. Inga underarter finns listade i Catalogue of Life.